# 大衛·夏邦諾
大衛·夏邦諾（David Charbonneau，或翻譯為夏博諾，1974年—）是一位哈佛大學天文學教授。他的研究主要是開發新技術偵測類太陽恆星附近的太陽系外行星。

## 經歷
夏邦諾在多倫多大學獲得數學和物理學士學位，後在哈佛大學獲得天文學博士學位。1999年當他是研究生的時候，他使用了一個口徑4英吋望遠鏡首次偵測到系外行星凌日。他是使用全世界自動望遠鏡網路觀測數百顆恆星的跨大西洋系外行星搜尋計畫發起人，目前該計畫已發現超過5顆系外行星。夏邦諾也是使用太空望遠鏡觀測太陽系外行星大氣層的先驅：2001年他使用哈伯太空望遠鏡直接觀測到了一顆太陽系外行星大氣層的化學組成，而在2005年他領導一個團隊使用史匹哲太空望遠鏡首次觀測到從太陽系外行星發出的光。近年他是國家科學基金會贊助的MEarth計劃主持人，也是 NASA 克卜勒太空望遠鏡團隊成員。這兩個計劃目標都是為了發現太陽系外類似地球，且可能適合生命存在的行星。
2004年他以其學位論文 Shadows and Reflections of Extrasolar Planets 獲得太平洋天文學會授與的羅伯特·J·特朗普勒獎。

## 獎項與榮譽
- 2004年羅伯特·J·特朗普勒獎
- 2006－2008年史隆研究學者獎
- 2006－2011年帕克基金會科學工程研究獎
- 2006年NASA優異科學成就獎章
- 2007年發現雜誌年度科學家
- 2009年國家科學基金會沃特曼獎[1]。

## 外部連結
- 大衛·夏邦諾在哈佛大學網頁 （页面存档备份，存于）